# Die Frau im Morgenrock
Die Frau im Morgenrock ist ein britischer Spielfilm aus dem Jahr 1957.

## Handlung
Amy und Jim Preston sind ein Ehepaar mittleren Alters. Sie leben in London zusammen mit ihrem jugendlichen Sohn Brian in einer kleinen, unscheinbaren Wohnung. Amy ist eine sehr sympathische Person, die jedoch im Chaos des Alltags versinkt und ihren Haushalt nicht im Griff hat. Jim hat eine Affäre mit seiner jungen Arbeitskollegin Georgie Barlow. Er erzählt seiner Ehefrau, dass er auch sonntags arbeiten müsse, um sich mit Georgie zu treffen. Georgie setzt Jim unter Druck, dass er seine Frau verlässt.
Am Abend dieses Sonntags will Jim seiner Frau erklären, dass er sich von ihr trennen möchte. Gemeinsam gehen sie in eine Kneipe, werden jedoch von Freunden unterbrochen, ehe Jim das Thema beginnen kann. Am nächsten Tag wird er von Georgie während der Arbeit weiter unter Druck gesetzt. Als er am Abend nach Haus kommt, hat Amy für ihn ein besonderes Abendmahl zubereitet. Jedoch kommen sie über Nichtigkeiten zu einem Streit, währenddessen Jim ihr nebenbei sagt, dass er sich von ihr trennen möchte. Amy ist völlig überrascht, hat sie doch gedacht, dass sie ein sehr glückliches Paar seien. Jim erzählt ihr von Georgie, doch das Gespräch wird unterbrochen durch das plötzliche Auftauchen von Sohn Brian mit dessen Freundin. Die jungen Leute wundern sich. Jim versucht Normalität zu heucheln, doch Amy schließt sich im Bad ein und bricht in Tränen aus.
Am nächsten Tag macht sich Amy an die Hausarbeit und versucht die unordentliche Wohnung in den Griff zu bekommen. Sie denkt, dass es sich bei ihrer Ehekrise nur um Oberflächlichkeiten handeln kann. Von ihrem Sohn Brian borgt sie sich Geld und geht zum Friseur. Sie möchte Jim gemeinsam mit Georgie einladen und sich selbst dabei gegenüber Jim in ein positives Licht stellen.
Während Amy den Abend mit Jim und Georgie vorbereitet, trinkt sie nebenbei etwas Whiskey, ist davon aber sehr schnell betrunken und bricht zusammen. Brian kommt nach Haus und findet sie. Er legt seine Mutter zu Bett. Dann kommen schließlich Jim und Georgie. Brian ist äußerst wütend auf seinen Vater und macht ihm Vorwürfe, die Familie zu zerstören. Die betrunkene Amy kommt aus dem Schlafzimmer hinzu und attackiert Georgie, wie sie dazu käme einer Ehefrau ihren Ehemann zu stehlen. Jim und Georgie verlassen die Wohnung. Doch auf der Straße kommen Jim Zweifel, Sohn und Frau zurückzulassen. Er kehrt um und findet Normalität vor. Brian fragt ihn, ob er ihm bei einer Hausaufgabe helfen könne und Amy bereitet ihm eine Tasse Tee zu.

## Hintergrund
Der britische Filmkritiker Jeffrey Richards verglich Die Frau im Morgenrock mit David Leans Film Brief Encounter, jedoch im Milieu der Sozialwohnungen. Es ist die Geschichte kleiner Leute, die in eine große Tragödie stürzen. In seinem spröden Realismus erinnert dieser Film bereits an die Filme des British New Wave Anfang der 1960er Jahre.

## Kritiken
- "Eine Frau in mittleren Jahren, die sich in der trügerischen Sicherheit einer zur Gewohnheit gewordenen Ehe gehen lässt, kommt durch die unerwartete Scheidungsabsicht ihres Manns zur Einsicht in die Notwendigkeit, sich eheliche Liebe und Gemeinsamkeit jeden Tag neu erobern zu müssen. Außerordentlich gestaltetes realistisches Drama." - Kabeleins.de (Filmlexikon)

- "Ein außerordentlich gestalteter, mehrfach ausgezeichneter, diskussionswerter Film, der sich nobel dem hohen Anspruch der Wahrhaftigkeit stellt. Sehenswert." - 6000  Filme. Kritische Notizen aus den Kinojahren 1945 bis 1958. Handbuch V der katholischen Filmkritik, 3. Auflage, Verlag Haus Altenberg, Düsseldorf 1963, S. 123

- "Hervorragend inszenierter und gespielter Film um eine Ehekrise, die in Resignation abklingt. Von hoher Ethik und heilsamer Lebensklugheit getragen. Erwachsenen zu empfehlen." – Evangelischer Filmbeobachter, Kritik Nr. 735/1957

Die Filmbewertungsstelle Wiesbaden verlieh der Produktion das Prädikat besonders wertvoll.

## Auszeichnungen
Hauptdarstellerin Yvonne Mitchell erhielt für ihre Darstellung der Amy Preston einen Silbernen Bären auf der Berlinale 1957 als beste Darstellerin des Festivals. J. Lee Thompson erhielt außerdem den FIPRESCI-Preis der Filmkritiker. 1958 wurde der Film mit dem Golden Globe Award als bester ausländischer Film ausgezeichnet.